# 1946년 미국 상원의원 선거
1946년 미국 상원의원 선거는 1946년 11월 5일에 1946년 미국 하원의원 선거와 같이 치러졌다. 전후 고용문제로 야당인 공화당이 14년 만에 다수당이 되었다.

## 선거 결과
| 정당   | 선거결과 | 의석 수 |
| ------ | -------- | ------- |
| 공화당 | 24석     | 51석    |
| 민주당 | 13석     | 45석    |